# 소토어 위키백과

소토어 위키백과는 소토어로 운영되는 위키백과 언어판이다. 2003년에 시작되었다. 기호는 st이다.